# Heteropoda listeri
Heteropoda listeri este o specie de păianjeni din genul Heteropoda, familia Sparassidae, descrisă de Pocock, 1900. Conform Catalogue of Life specia Heteropoda listeri nu are subspecii cunoscute.